# Adelheid Kofler

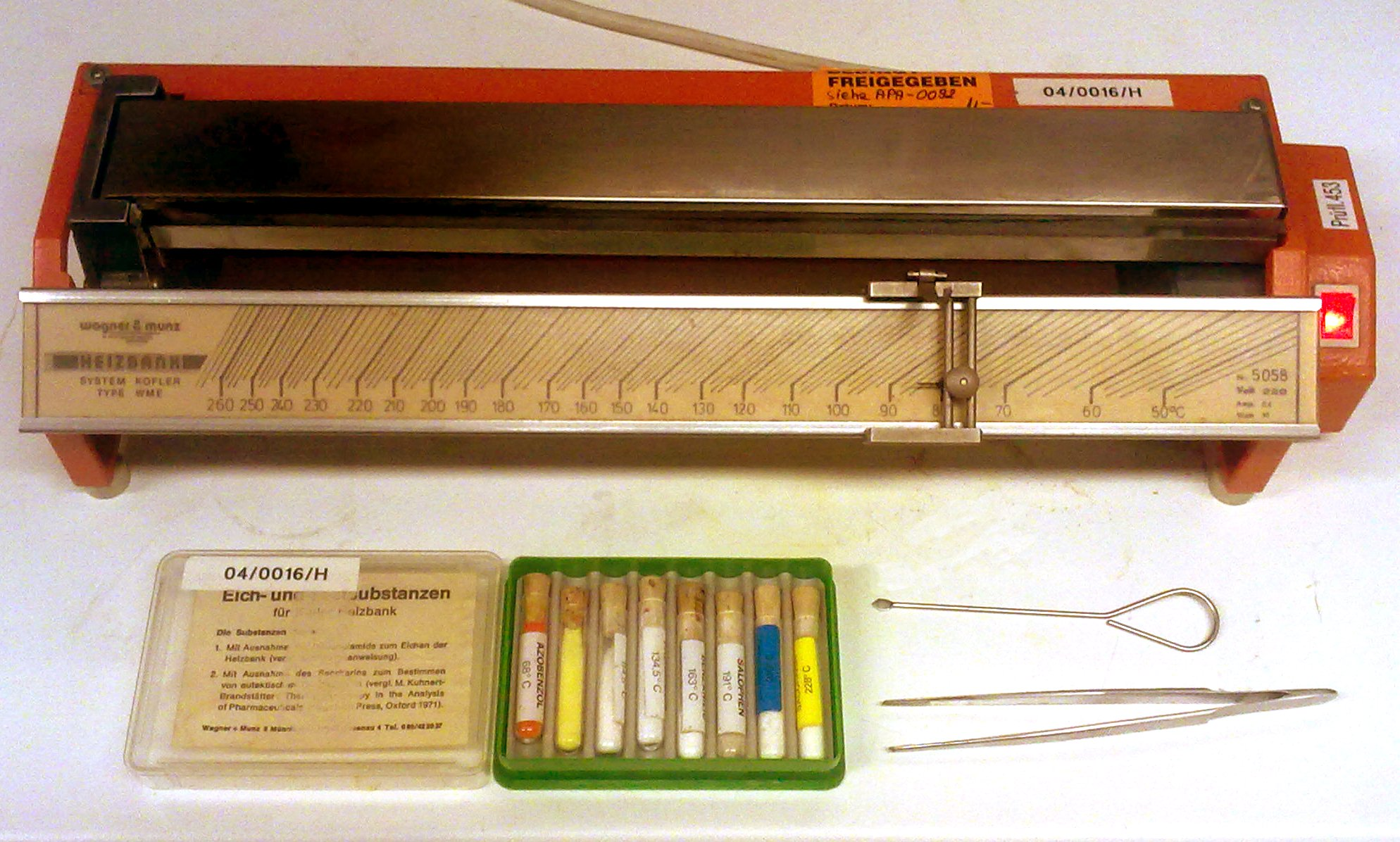
Mikro-olvadáspontot meghatározó készülék

Adelheid Kofler (született Schaschek) (Haugsdorf, 1889. június 24. –  Innsbruck, 1985. július 27.) osztrák feltaláló, minerológus, fizikai kémikus, szemész, tanár.

## Pályafutása
Amstettenben, majd 1903-tól Brünnben járt a leánygimnáziumba. 1907-től természettudományokat tanult a Bécsi Egyetemen. 1911-ben tanári képesítést szerzett matematika, természetrajz és a fizika szakokból. 1912-ben testnevelő tanárképzésben is részt vett. Mariahilfben tanított egy leánygimnáziumban, és párhuzamosan ásványtanból írta doktori disszertációját Friedrich Becke irányítása mellett. 1917-ben beiratkozott a Bécsi Egyetem orvostudományi karára, és szemészetre szakosodott. 
1921-ben férjhez ment Ludwig Kofler farmakológushoz. 1926-ban Innsbruckba költöztek. Férje az Innsbrucki Egyetem farmakológiai intézetében kapott kutatói és professzori állást. A 30-as évektől Adelheid kristálytani és optikai ismereteivel segítette férje kutatásait a kristályosodott anyagok azonosításában. A Kofler-féle fűthető tárgyasztalú mikroszkópot, és a mikro-olvadáspont meghatározó készüléket férjével együtt fejlesztette ki.

## Kitüntetései
- Fritz Pregl-díj (1954)
- az Innsbrucki Egyetem tiszteleti tagja
- az Osztrák mikro- és analitikai kémiai társaság tiszteleti tagja
- Österreichische Ehrenzeichen und Österreichische Ehrenkreuz für Wissenschaft und Kunst

## Válogatott publikációi
- Quasi-eutektische Synkristallisation bei organischen Stoffgemischen: Dreistoffsysteme. Sitzungsbericht SB IIb 157/I, 1948
- Die Kristallisationsvorgänge in unterkühlten Mischschmelzen organischer Stoffe. In: Mikroskopie. Zentralblatt für Mikroskopische Forschung und Methodik. Band 3, Heft 7/8, 1948, S. 193–202.
- Thermoanalyse unter dem Mikroskop. In: Mikroskopie. Zentralblatt für Mikroskopische Forschung und Methodik. Band 1, Heft 5/6, 1947, S. 137–158
- Über Polymorphie. In: Mikroskopie. Zentralblatt für Mikroskopische Forschung und Methodik. Band 5, Heft 5/6, 1950, S. 153–163.